# گوراست
گوراست (چکی: Gorazd؛ ۲۶ مهٔ ۱۸۷۹ – ۴ سپتامبر ۱۹۴۲) یک صاحب منصب کلیسا و قدیس مسیحی اهل جمهوری چک بود.
در جریان جنگ جهانی دوم، تعدادی از اعضای مقاومت، راینهارت هایدریش ملقب به «جلاد پراگ» را که یک اوبرگروپن‌فورر اس‌اس و فرماندارِ منصوب هیتلر در پراگ بود، ترور کردند و به‌طور پنهانی در کلیسای سنت سیریل و متودیوس پناه گرفتند. چند روز بعد که او از پنهان شدن این افراد اطلاع یافت، پیش از سفرش به برلین جهت مراسم تبرک و تقدیس اسقف اعظم «پدر جان گاردنر»، از آنها درخواست کرد تا به‌سبب عواقب خطرناک این اقدام برای کلیسای ارتودکس چک، هرچه زودتر آنجا را ترک کنند. اما در همین هنگام، با خیانت دو تن از اعضای گروه مقاومت، محل اختفای آنان لو رفت و اس‌اس همگی را به‌دام انداخت و کشت. اسقف گوراست برای آنکه دیگران به خطر نیفتند، خودش مسئولیت کامل این کار را به‌تنهایی به گردن گرفت. همین موضوع کافی بود تا حکم اعدامش صادر شود و او به همراه چند کارمند معمولی کلیسا، در ۴ سپتامبر ۱۹۴۲ در «میدان تیر کوبیلیسی» تیرباران شدند. نازی‌ها سپس، جسد اسقف گوراست را در مرده‌سوزخانه استراشنیتسه معدوم کردند.
اسقف گوراست را بعدها یک شهید جدید قلمداد کردند. روز بزرگداشت او در تقویم قدیسین، ۲۲ اوت (OC) یا ۴ سپتامبر (NC) است.